# Естествени спътници на Нептун
Известни са 14 естествени спътника на Нептун. Най-големият с голяма преднина е Тритон, открит от Уилям Ласел на 10 октомври 1846 г., 17 дни след откриването на планетата. Повече от век минава преди откриването на втория естествен спътник на Нептун – Нереида. Нептуновите спътници са кръстени на малки водни божества от древногръцката митология.
Тритон е уникален сред естествените спътници на Нептун, защото има маса на планета и бидейки нерегулярен спътник, неговата орбита е с ретроградно движение спрямо въртенето на Нептун и е с голяма инклинация спрямо Нептуновия екватор. Следващият по големина нерегулярен спътник в Слънчевата система е Сатурновия спътник Феба, която има само 0,03° от Тритоновата маса. Тритон е достатъчно масивен да постигне хидростатично равновесие и да задържи тънка атмосфера, способна да образува облаци и мъгли. Атмосферата и повърхността му са основно съставени от азот, както и малки количества метан и въглероден оксид. Повърхността на Тритон изглежда сравнително млада и вероятно е видоизменяна от вътрешно протичащи процеси през последните няколко милиона години. Средната повърхностна температура е около 38 K (−235,2 °C).
Навътре от Тритон има седем регулярни спътника, всички с проградни орбити, в равнини, лежащи близо до Нептуновата екваториална равнина. Орбитите на някои от тези спътници се намират сред пръстените на Нептун. Най-големият от тези спътници е Протей.

## Необикновени орбити
Тритон обикаля около планетата по сферична, но ретроградна орбита.
Два естествени спътника открити през 2002 и 2003, Псамата и Несо имат най-големите орбити от откритите в Слънчевата система. Това са най-отдалечените от Нептун спътници. Необходими са им 25 години за да обиколят Нептун, изминавайки около 125 пъти разстоянието от Земята до Луната.

## Списък на спътниците
| Име       | Име      | Диаметър (km)         | Маса (1016 kg) | Среден орбитален радиус (km) | Орбитален период** (дни) |
| --------- | -------- | --------------------- | -------------- | ---------------------------- | ------------------------ |
| Нептун 3  | Наяда    | 58                    | ~19            | 48 227                       | 0,294                    |
| Нептун 4  | Таласа   | 80                    | ~37            | 50 075                       | 0,311                    |
| Нептун 5  | Деспина  | 148                   | ~210           | 52 526                       | 0,335                    |
| Нептун 6  | Галатея  | 158                   | ~370           | 61 593                       | 0,429                    |
| Нептун 7  | Лариса   | 193 (208 × 178)       | ~490           | 73 548                       | 0,555                    |
|           | Хипокамп | 34,8                  | ≈ 5            | 105300                       | 0.936                    |
| Нептун 8  | Протей   | 418 (436 × 416 × 402) | ~5000          | 117 647                      | 1,122                    |
| Нептун 1  | Тритон   | 2700                  | 2 140 000      | 354 800                      | -5,877                   |
| Нептун 2  | Нереида  | 340                   | ~3100          | 5 513 400                    | 360,14                   |
|           | Халимеда | 60                    | ~9             | 15 728 000                   | -1879,71                 |
|           | Сао      | 38                    | ~9             | 22 422 000                   | 2914,07                  |
|           | Лаомедея | 38                    | ~9             | 23 571 000                   | 3167,85                  |
| Нептун 10 | Псамата  | 28                    | ~1,5           | 46 695 000                   | -9115,91                 |
|           | Несо     | 60                    | ~9             | 48 387 000                   | -9373,99                 |

** Отрицателни стойности за орбиталните периоди значат ретроградна орбита.